# Żabi Karbik
Żabi Karbik (niem. Froschkerbchen, słow. Žabí zárez, węg. Békás-bevágás, ok. 2075 m) – minimalnie wcięta przełączka w Żabiej Grani w Tatrach Wysokich na granicy polsko-słowackiej. Znajduje się pomiędzy Żabim Szczytem Niżnim (2098 m) i Żabimi Kopkami (ok. 2050 m). Na wschodnią stronę, do Doliny Żabiej Białczańskiej opada trawiastym zboczem, niżej przechodzącym w żleb mający ujście nad brzegiem Wyżniego Żabiego Stawu Białczańskiego. Na zachodnią stronę opada skalistą ścianką.
Przejście ściśle granią od Przełączki pod Żabią Czubą na Żabi Karbik ma trudność od 0 do II w skali tatrzańskiej i zajmuje 20 min. Rejon ten znajduje się jednak w zamkniętym dla turystów i taterników obszarze ochrony ścisłej Tatrzańskiego Parku Narodowego i TANAP-u. Na zachodnich (polskich) zboczach Żabiej Grani taternictwo można uprawiać na południe od Białczańskiej Przełęczy
Autorem nazwy przełęczy jest Władysław Cywiński.